# Андраде, Иоланда
Иоланда Хосефина Андраде Гомес (исп. Yolanda Josefina Andrade Gomez) (28 декабря 1970 (или 1971), Кульякан, Синалоа, Мексика) — мексиканская актриса, продюсер и телеведущая.

## Биография
Родилась 28 декабря 1970 года (по другим данным в 1971 году) в Кульякане. С детства мечтала стать актрисой, и поэтому после окончания средней школы поступила в CEA при телекомпании Televisa. В мексиканском кинематографе дебютировала в 1988 году и с тех пор снялась в 11 работах в кино и телесериалах. У неё так мало работ в кино, из-за плотного графика на телевидении — была телеведущей ряда телепередач. В 2003 году приняла участие в реалити-шоу Большой брат, где заняла почётное 2-е место.

## Фильмография

### Теленовеллы
- Los hijos de nadie (1997) - Lucila Villarreal (Villana)
- Sentimientos ajenos (1996) - Sophia de la Huerta Herrera (Protagonista)
- Retrato de familia (1995) - Elvira Preciado Mariscal (Villana)
- Buscando el paraíso (1993) - Dalia (Protagonista)
- Las secretas intenciones (1992) - Larissa Cardenal (Protagonista)
- Yo no creo en los hombres (1991) - Clara Robledo (Actuación Juvenil)
- Carrusel (1989-90) - (Actuación Especial)

### Многосезонные ситкомы
- Женщина, случаи из реальной жизни (1985-2007)
- Mujeres asesinas  (2010) - Capítulo "Elvira y Mercedes, justicieras"  - Elvira González

### Художественные фильмы
- 7 años de matrimonio (2012) - Luna + продюсер

## Телевидение

### Телепередачи
- MoJoe (2007-Presente)
- Netas divinas (2006-Presente)
- Wax, TV ácida (2006)
- Las hijas de la madre tierra (2000-2007)

### Реалити-шоу
- Большой брат - Participante (2003)

## Награды и премии
- Стипендия Гуггенхайма (1994)[1]

Premios TVyNovelas (México)
| Año  | Categoría                 | Telenovela               | Resultado |
| ---- | ------------------------- | ------------------------ | --------- |
| 1993 | Mejor revelación femenina | Las secretas intenciones | Ganadora  |
| 1996 | Mejor actriz antagónica   | Retrato de familia       | Nominada  |

XLIII Entrega del premio Diosas de Plata
| Año  | Categoría           | Película                 | Resultado |
| ---- | ------------------- | ------------------------ | --------- |
| 2014 | Revelación femenina | Siete años de matrimonio | Ganadora  |